# ロシア帝国軍参謀本部
ロシア帝国軍参謀本部（ロシアていこくぐんさんぼうほんぶ、ロシア語: Главный штаб）とは、ロシア帝国軍の軍令機関。

## 歴史
1812年1月27日、参謀本部の前身である監察部（露: Инспекторский департамент）が設置され、軍の人事・充足、兵籍登録、宿営、検閲を担当した。
1865年12月31日、監察部と参謀本部総局の統合により参謀本部が設置され、軍の統制、動員、人事・充足、機構、勤務、配置、戦闘訓練等を管掌した。参謀本部は、当初、部隊機構班、隊列班、部隊経営班、将校官等兵員班、下級官等兵員班、叙勲班の6班から成った。その外、軍事測量課、兵籍登録委員会、並びにアジア班、船舶班、一般文書班、軍事印刷所が存在し、参謀本部の下にニコライ参謀本部アカデミー等の教育機関も開校された。
その後、数度の機構の変化を経て、1903年の時点で、参謀本部は、第1補給総監局、第2補給総監局、当直将官局、軍事報道局、軍事測量局から成った。1905年の参謀本部総局創設の際、第2補給総監局（動員課を除く）、軍事報道局、軍事測量局が総局に移管された。1910年、部隊機構・宿営・勤務補給総監班、「Военный сборник」誌と「Русский инвалид」紙編集部が総局に移管され、コサック課が参謀本部に入った。
第一次世界大戦勃発と共に、軍の損害に関する情報収集、戦傷者や戦死者の家族への年金保障等の部署が設置された。1918年5月、参謀本部は廃止された。

## 機構
1911年当時の機構。
- 当直将官課
- 年金課
- コサック課
- アジア班
- 管理班（1914年から行政課）
- 経済委員会
- 特別官房 - 軍事大臣宛の請願選別
- 兵站護送班

## 歴代参謀総長
1866年以降のみ。階級は就任時のもの。
- フョードル・ゲイデン中将（1866年1月1日 - 1881年5月22日）：侍従武官長。伯爵
- ニコライ・オブルチェフ中将（1881年6月10日 - 1897年12月31日）：
- ヴィクトル・サハロフ中将（1898年1月20日 - 1904年3月11日）：
- 代行ピョートル・フロロフ中将（1904年3月11日 - 1905年6月28日）：
- 代行アレクセイ・ポリワノフ少将（1905年6月28日 - 1906年4月2日）：
- アレクセイ・ポリワノフ中将（1906年4月2日 - 4月14日）：
- アレクセイ・エヴェルト中将（1906年4月18日 - 1908年5月21日）：
- アレクサンドル・ムィシュラエフスキー中将（1908年5月22日 - 1909年3月14日）：
- ニコライ・ミフネヴィッチ歩兵大将（1911年3月7日 - 1917年4月2日）：
- ヴィクトル・ミヌート中将（1917年4月11日 - 5月9日）：
- アレクセイ・アルハンゲリスキー少将（1917年5月9日 - 12月8日）：